# EMD SW1500
Az EMD SW1500 1500 lóerő (1119 kW) névleges teljesítményű dízel-elektromos mozdony, melyet elsősorban tolatási feladatok ellátására szántak. A mozdonyt 1966 és 1974 között gyártotta a General Motors Electro-Motive Division. Az SW1500 az SW1200-at váltotta az EMD termékpalettáján. Számos vasúttársaság vonali áruszállításra is használta az SW1500-egységeit.
A mozdony külső megjelenésében hasonlít az EMD SW1000 modellhez, amely tizenkettő helyett nyolchengeres motorral és kettő helyett csak egy kipufogócsővel rendelkezik.

## Eredeti tulajdonosok
| Belföldi megrendelők                          | Belföldi megrendelők | Belföldi megrendelők                       |
| Vasúttársaság                                 | Darabszám            | Pályaszám                                  |
| --------------------------------------------- | -------------------- | ------------------------------------------ |
| Alton and Southern Railway                    | 18                   | 1500–1517                                  |
| Alcoa Terminal Railroad                       | 1                    | 9                                          |
| Apalachicola Northern Railroad                | 8                    | 712–719                                    |
| Armco Steel                                   | 5                    | 701–705                                    |
| Ashley, Drew and Northern Railroad            | 1                    | 150                                        |
| Angelina and Neches River Railroad            | 1                    | 1500                                       |
| Belt Railway of Chicago                       | 3                    | 530–532                                    |
| Burlington Northern Railroad                  | 15                   | 310–324                                    |
| Cambria and Indiana Railroad                  | 2                    | 15, 16                                     |
| Chattahoochee Valley Railway                  | 1                    | 101                                        |
| Chicago Short Line Railroad                   | 2                    | 30, 31                                     |
| General Motors Electro-Motive Division        | 9                    | 106–114                                    |
| Georgia Power                                 | 5                    | 1401–1402, 1405, 1503–1504                 |
| W.R. Grace Chemical                           | 2                    | 101, 102                                   |
| Great Northern Railway                        | 10                   | 200–209                                    |
| Houston Belt and Terminal Railway             | 6                    | 50–55                                      |
| Howe Coal                                     | 2                    | 1, 2                                       |
| Indiana Harbor Belt Railroad                  | 27                   | 9200–9221, 9223–9227                       |
| Illinois Terminal Railroad                    | 7                    | 1509–1515                                  |
| Indianapolis Union Railway                    | 5                    | 24, 26, 30–32                              |
| Inland Steel                                  | 7                    | 119–125                                    |
| Kansas City Southern Railway                  | 42                   | 1500–1541                                  |
| Kentucky and Indiana Terminal Railroad        | 16                   | 67–83                                      |
| Lake Erie, Franklin and Clarion Railroad      | 2                    | 23, 24                                     |
| Longview, Portland and Northern Railway       | 1                    | 130                                        |
| Louisville and Nashville Railroad             | 30                   | 5000–5029                                  |
| Minneapolis, Northfield and Southern Railway  | 2                    | 36–37                                      |
| Minnesota Taconite U.S. Steel                 | 6                    | 949–954                                    |
| Minnesota Transfer Railway                    | 7                    | 300–306                                    |
| Mississippi Export Railroad                   | 1                    | 64                                         |
| Missouri–Kansas–Texas Railroad                | 6                    | 50–55                                      |
| Missouri Pacific Railroad                     | 4                    | 1518–1521                                  |
| New Orleans Public Belt Railroad              | 3                    | 151–153                                    |
| Patapsco and Back Rivers Railroad             | 2                    | 160, 161                                   |
| Penn Central                                  | 84                   | 9500–9583                                  |
| Pittsburgh and Lake Erie Railroad             | 40                   | 1534–1563, 9280–9289                       |
| Reading Railroad                              | 21                   | 2750–2770                                  |
| Richmond, Fredericksburg and Potomac Railroad | 9                    | 1–8, 91                                    |
| Rock Island                                   | 10                   | 940–949                                    |
| Roscoe, Snyder and Pacific Railway            | 2                    | 500, 600                                   |
| St. Mary’s Railroad                           | 1                    | 503                                        |
| Sandersville Railroad                         | 2                    | 100, 300                                   |
| St. Louis–San Francisco Railway               | 46                   | 315–360                                    |
| Southern Railway                              | 48                   | 2300–2347                                  |
| Southern Pacific Railroad                     | 204                  | 2450–2480, 2493–2510, 2523–2578, 2591–2689 |
| St. Louis Southwestern Railway                | 36                   | 2481–2492, 2511–2522, 2579–2590            |
| Tennessee Copper                              | 1                    | 108                                        |
| Tennessee Eastman Corporation (Eastman Kodak) | 1                    | 1                                          |
| Terminal Railroad Alabama State Docks         | 2                    | 681, 682                                   |
| Terminal Railroad Association of St. Louis    | 17                   | 1501–1517                                  |
| Toledo, Peoria and Western Railway            | 4                    | 303–306                                    |
| Union Railroad                                | 9                    | 1–9                                        |
| U S Pipe and Foundry                          | 4                    | 51–54                                      |
| Vermont Railway                               | 1                    | 501                                        |
| Weyerhaeuser Timber Co.                       | 2                    | 306, 307                                   |
| Winifrede Railroad                            | 1                    | 13                                         |
| Western Pacific Railroad                      | 3                    | 1501–1503                                  |
| Exportrendelések                              |                      |                                            |
| Amapá Railway (Brazília)                      | 1                    | 5                                          |
| Összesen                                      | 808                  |                                            |

## Fordítás
- Ez a szócikk részben vagy egészben  az   EMD SW1500 című angol Wikipédia-szócikk ezen változatának fordításán alapul.  Az eredeti cikk szerkesztőit annak laptörténete sorolja fel. Ez a jelzés csupán a megfogalmazás eredetét és a szerzői jogokat jelzi, nem szolgál a cikkben szereplő információk forrásmegjelöléseként.